# Ignacy Grebel
Ignacy Grebel (Groebel, Gröbel, Grebl, Gröbl) (ur. ok. 1741, zm. 9 marca 1790 w Krakowie) – krakowski księgarz i wydawca.

## Życiorys
Pochodził ze Śląska. Do Krakowa przyjechał ok. 1755 roku, a w 1764 uzyskał prawo miejskie. Sklep w kamienicy Rynek Główny 11 otworzył w 1769 roku. Od 1770 roku sprzedawał w niej druki sprowadzane z Niemiec i Włoch. Od 1771 roku prowadził również księgarnię, a jej filie założył w Podgórzu, Tarnowie (ok. 1782) i Lublinie (1786). Drukarnia Grebla zaczęła działać dopiero w 1780 roku w należącej do niego kamienicy przy ul. Grodzkiej 14. W latach 1780–1790 wydał około 140 druków, w większości religijnych. Drukował również przekłady Woltera i Rousseau, a w latach 1784–1785 wydawał „Zbiór Wiadomości Tygodniowych”.
W 1787 roku podczas pobytu w Krakowie króla Stanisława Augusta Poniatowskiego otworzył księgarnię w Sukiennicach. 
Zmarł w 1790 roku. Został pochowany w bazylice Wniebowzięcia Najświętszej Marii Panny w Krakowie. Drukarnię odziedziczył syn Antoni Ignacy Grebel. 